# Cedrorum
Cedrorum is een geslacht van kevers uit de familie van de loopkevers (Carabidae). De wetenschappelijke naam van het geslacht is voor het eerst geldig gepubliceerd in 1993 door Borges & Serrano.

## Soorten
Het geslacht Cedrorum is monotypisch en omvat slechts de volgende soort:
- Cedrorum azoricus Borges et Serrano, 1993